# Гренендал
Гренендал (ориг. име: Groenendael) је један од варијетета белгијског овчара. Име гренендал наденуо је Николас Роуз, значајан узгајивач паса 1890-тих година, који је водио ресторан "Дворац гренендал" у околини Брисела. Остали варијетети су малиноа, лакеноа и тервирен. 
Међународна кинолошка федерација, аустралијски национални кинолошки савез, канадски кинолошки савез, кинолошки савез Велике Британије и уједињени кинолошки савез признају белгијског овчара као једну расу са четири варијетета.
Амерички кинолошки савез и новозеландски кинолошки савез признају гренендала (као и остале варијетете белгијског овчара) као засебне расе.

## Основно
- Мужјак
  - Висина од 61 до 66 цм
  - Тежина од 25 до 30
- Женка
  - Висина од 56 до 61 цм
  - Тежина од 20 до 25

## Карактеристике пса

### Нарав
Гренендал је познат по прилагодљивости и способности да бриљира у практично свему што ставите пред њега. Уживају у раду, било да је то парадирање изложбеним прстеном, показивање интелигенције током тестова послушности или контролисање стада оваца. Одани су власницима, од раног доба постају посвећени, а та посвећеност долази са заштитничким инстинктом. Гренендал је на опрезу чак и када одмара код куће, што га чини одличним псом чуваром. Храбро ће бранити своју породицу од сваке потенцијалне претње - иако по природи нису агресивни.
Власници морају имати на уму да не смеју исцрпљивати гренендала док се развија, како би заштитили његове зглобове. Када одрасте, гренендал ће без проблема пратити власника који шета или је на бициклу, пошто ужива да је активан напољу. Пошто им треба доста простора, гренендалу највише одговара пространо, ограђено двориште.

### Општи изглед
Белгијски овчар је пас средње величине, пропорционалне грађе. Очи су средње велике, бадемасте, браонкасте боје, по могућству тамне. Уши су високо усађене, једнакостранично троугласте и напето усправне одговарајуће њиховој величини. Реп је добро усађен, у основи дебео и средње дуг. У мировању висеће ношен и у висини скочних зглобова, на свом крају прави благ завијутак уназад. Приликом кретања ношен подигнуто, а завијутак на врху се исправи.
Кратка длака на глави, на спољашњој страни ушију и доњим деловима ногу, са изузетком задње стране предњих ногу, која су од лакта до дошапља, прекривене длаком у облику реса. На телу длака је дуга и равна. Богата и дужа на врату и предгрудима, где гради крагну. Отвори усних шкољки прекривени су густим праменовима. Од базе ушију длака је уздигнута и окружује главу. Бутине су прекривене веома дугом длаком која прави панталоне. И реп је прекривен дугом длаком која чини заставицу. Боја длаке гренендала је једнобојна црна.

## Нега и здравље
Дуга длака се лиња једном или два пута годишње, те ће тада четкање бити учесталије. Ван тог периода, четкање пар пута недељно биће довољно да длака гренендала буде у одличном стању.
Што се тиче здравља, гренендал се налази у истом кошу са остала три варијетета белгијског овчара. Генерално је здрава и отпорна раса и нема већих здравствених проблема. Ретко се могу јавити кожне алергије, проблеми са очима, дисплазија кука и лактова.